# Sommerbad Minden
Das Sommerbad Minden ist ein Freibad in der ostwestfälischen Stadt Minden und liegt im Stadtteil Minden-Innenstadt in den Weserauen. Nachdem der Kommunale Träger das Bad nicht mehr finanzieren konnte und es geschlossen wurde, ist das Schwimmbad durch bürgerliches Engagement im Mai 2003 wiedereröffnet worden. Es wird seitdem von einem Förderverein betrieben, in dem die Ehrenamtlichen und Bürger der Stadt Minden zusammengefasst werden. Zusammen mit dem Weserstadion gehört das Sommerbad zum „Sportpark Weser“.

## Lage
Das Sommerbad liegt in der Johannsenstraße südlich der Innenstadt von Minden auf dem linken Weserufer, hier befand sich früher der Hindenburgplatz. Damit liegt das Schwimmbad innenstadtnah und ist in rund 500 Metern von der Innenstadt zu erreichen. Das Sommerbad liegt in den Weserwiesen und ist Teil des Mindener Glacis. Direkt nebenan befinden sich das Weserstadion, ein Tennisplatz sowie zahlreiche Kleingärten. Das Sommerbad besitzt ein Schwimmbecken mit einer 50-Meter-Bahn. Ein Nichtschwimmerbecken in der Größe von 25 mal 40 Meter mit Rutsche sowie ein Babyplanschbecken ergänzen die Bademöglichkeiten. Im Sommer stehen eine große Liegewiese und ein Umkleidehaus zur Verfügung. In das große Schwimmbecken kann man auch durch eine Wärmehalle gelangen, die mit einem Wasserkanal mit dem Schwimmbecken verbunden ist, sodass die Nutzung auch bei nicht so gutem Wetter möglich ist.

## Geschichte

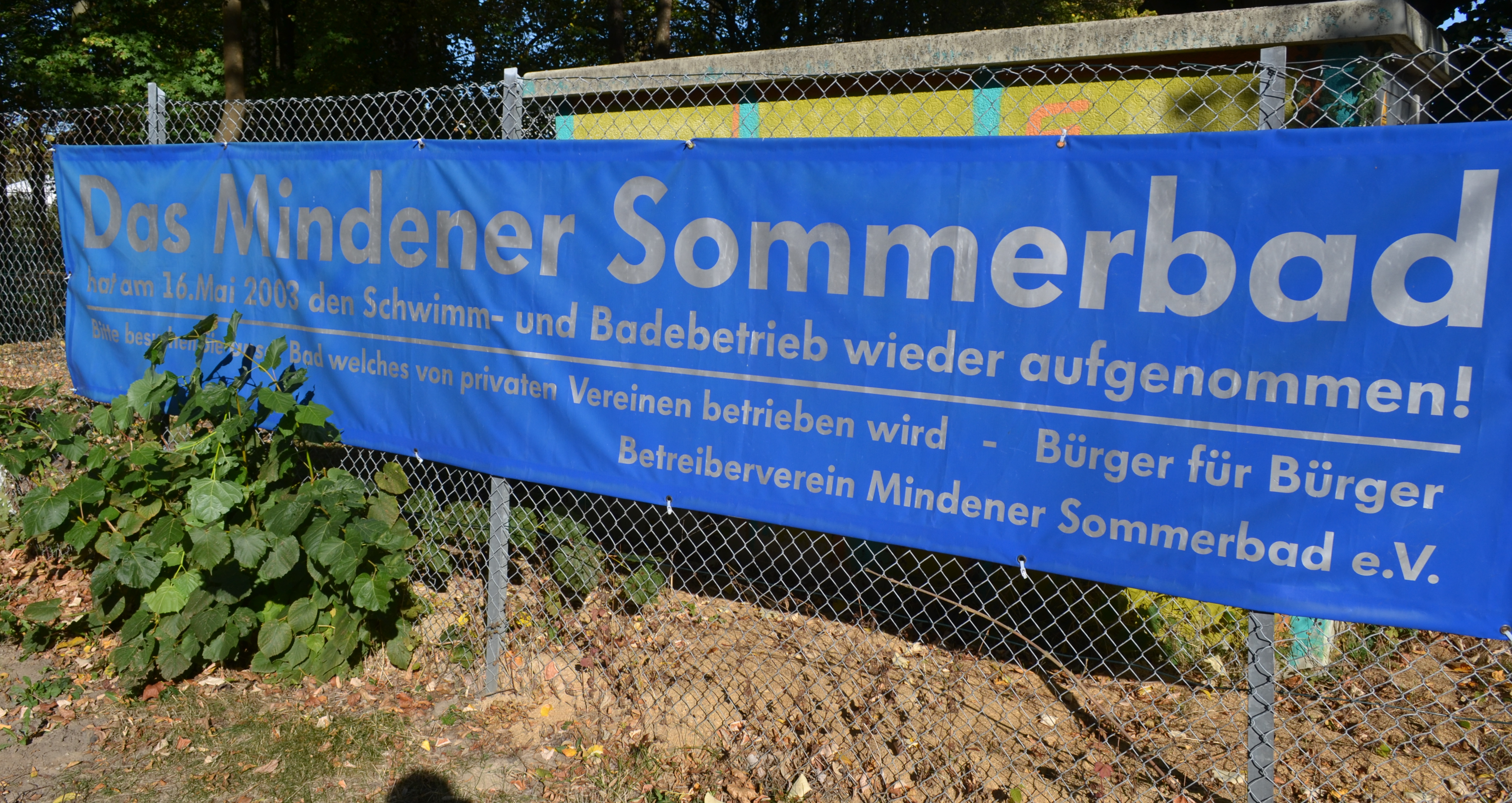
Sommerbad Minden: Banner am Zaun der auf die Eröffnung 2003 hinweist.

Das Bad wurde am 18. Mai 1930 als Sommerbad der Stadt Minden eröffnet und diente von Anfang an der Volksbildung und militärischen Zwecken. Hier sollten Bürger und Soldaten das Schwimmen erlernen. Deshalb hatte es von Anfang an eine 50 Meter Bahn. 
Die Stadt Minden hatte sich schon im Jahr 1928 für das Freibad entschlossen, nicht zuletzt aufgrund der Einführung von Schwimmunterricht und Badepflicht in der preußischen Armee 1817 durch den preußischen General Ernst Heinrich Adolf von Pfuel.
Im Jahr 1999 musste das Sommerbad, das sich damals im Besitz der Stadt Minden befand, aufgrund leerer Kassen schließen. Die Wiedereröffnung als Bürgerbad gelang im Mai 2003. Wichtige Elemente wurden unter der Leitung des Architektenbüro Troglitz bis 2004 saniert. Seitdem wird das traditionsreiche Schwimmbad von ehrenamtlichen Helfern instand gehalten, organisiert und betrieben, in erster Linie getragen durch den Förderverein Sommerbad e.V., in dem heute rund 50 Aktive und 800 Fördermitglieder organisiert sind. Ihr zur Seite stand bis 2011 die Helferbörse, in der Ehrenamtliche je nach ihren persönlichen Fähigkeiten organisiert waren und die zu zusätzlichen Arbeiten bereit standen. Danach ist die Helferbörse aufgelöst und in den Förderverein integriert worden. Der Förderverein besetzt mit seinen Mitgliedern von Mai bis September die Kasse, bezahlt die Schwimmmeister und gewährt damit die rechtliche Aufsicht für das Bad nach Tarifvertrag.
2012 wurde ein Blockheizkraftwerk in die Wärmetechnik des Bades mit integriert und so Wärme und Energie für das Bad kosten- und umweltgünstiger geliefert. Das Bad befindet sich inzwischen im Eigentum der Mindener Bäder GmbH, einer Tochter der städtischen Entwicklungs- und Wirtschaftsförderungs GmbH. Der Förderverein Sommerbad hat das Sommerbad bis 2025 für einen Euro gepachtet. Um den Betrieb finanziell zu tragen, wurden unkonventionelle Ideen umgesetzt.

### Sanierung 2018/2019

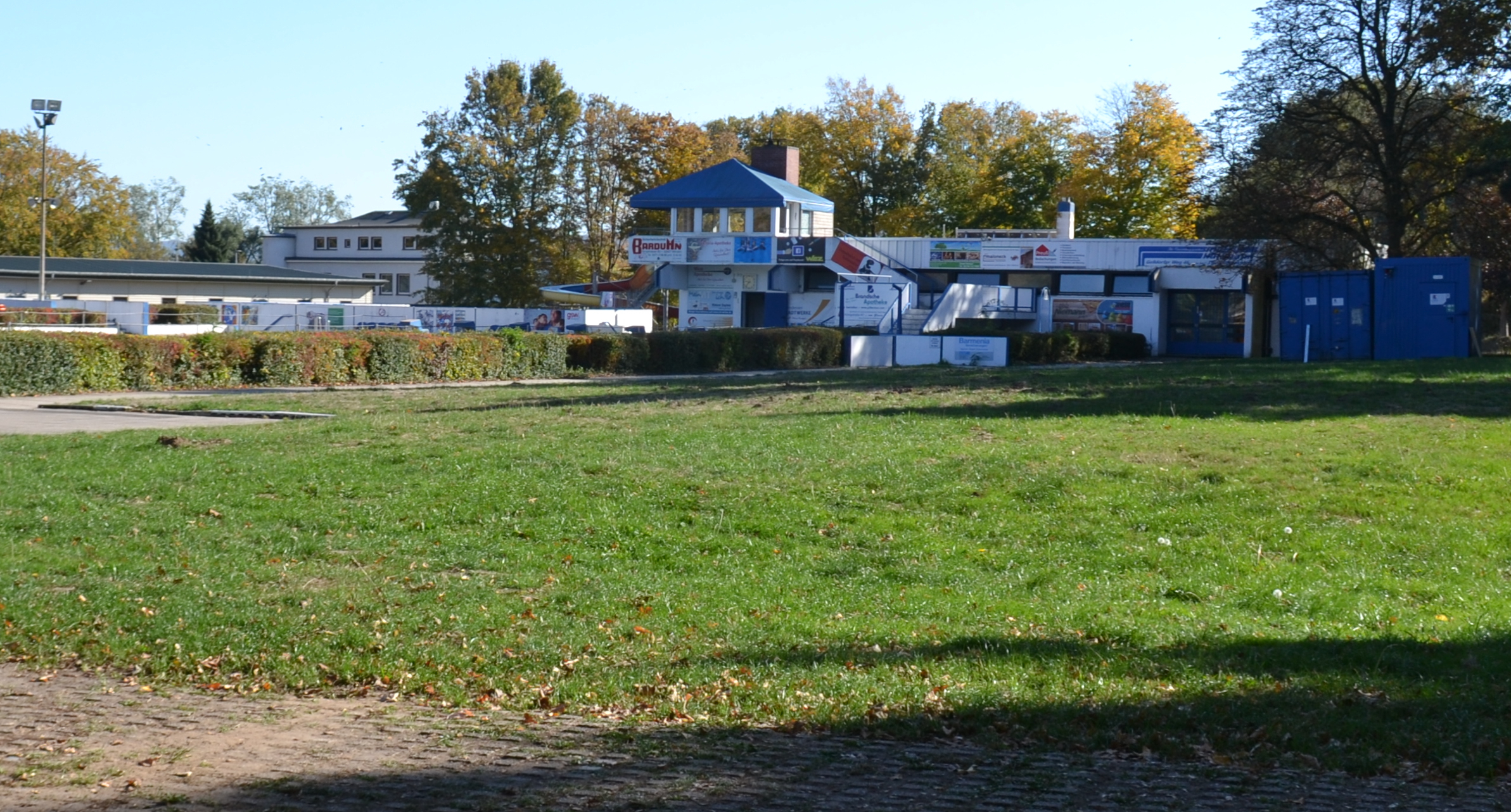
Sommerbad Minden mit Liegewiese und Wachturm. Darunter die Wärmehalle.

Im September 2017 gab die Stadt in einer Presseerklärung bekannt, dass das Sommerbad mit 2,4 Millionen Euro aus dem Projekt „Sanierung kommunaler Einrichtungen in den Bereichen Sport, Jugend und Kultur“ zusammen mit einem Eigenanteil der Stadt Minden gefördert wird. Die drei Schwimmbecken werden neu wasserdicht ausgekleidet und saniert. Zudem wird die Barrierefreiheit hergestellt und die Schwimmbadtechnik saniert. Die Bauarbeiten begannen im August 2018 mit der Badewassertechnik und der Betonsanierung der Sommerumkleide, bevor im Frühjahr 2019 die Becken saniert werden. Nach Abschluss der großen Baumaßnahmen sollen im Sommer 2019 die Außenanlagen wieder hergestellt werden.
Die Wärmehalle wird durch eine gemeinsam mit der Volksbank Mindener Land organisierte Crowdfunding-Aktion finanziert und dann umgesetzt. 2019 soll die sanierte Wärmehalle wieder in Betrieb gehen.

## Bürgerarbeiter
Seit 2012 werden das Bad und der Förderverein durch sogenannte Bürgerarbeiter unterstützt. Der ehemalige Staatssekretär Steffen Kampeter sagt dazu, „dass das Sommerbad als ein Vorzeigebeispiel für Bürgerarbeit ist: ‚Hier kann man genau das erleben, wofür dieses Förderinstrument gemacht ist.‘“

## Schwimmkurse
Seit der Saison 2009 werden Schwimmkurse für Kinder aus bedürftigen Familien angeboten, deren Kosten zu 90 % aus der Dr.-Strothmann-Stiftung finanziert werden. Die Zielgruppe ist 2015 um Kinder von Flüchtlingen erweitert worden. Damit setzt das Sommerbad die Anfangsidee, breiten Bevölkerungskreisen das Schwimmen beizubringen, fort.